# Megaselia androidea
Megaselia androidea är en tvåvingeart som beskrevs av Bridarolli 1951. Megaselia androidea ingår i släktet Megaselia och familjen puckelflugor. Inga underarter finns listade i Catalogue of Life.